# 春日野八千代

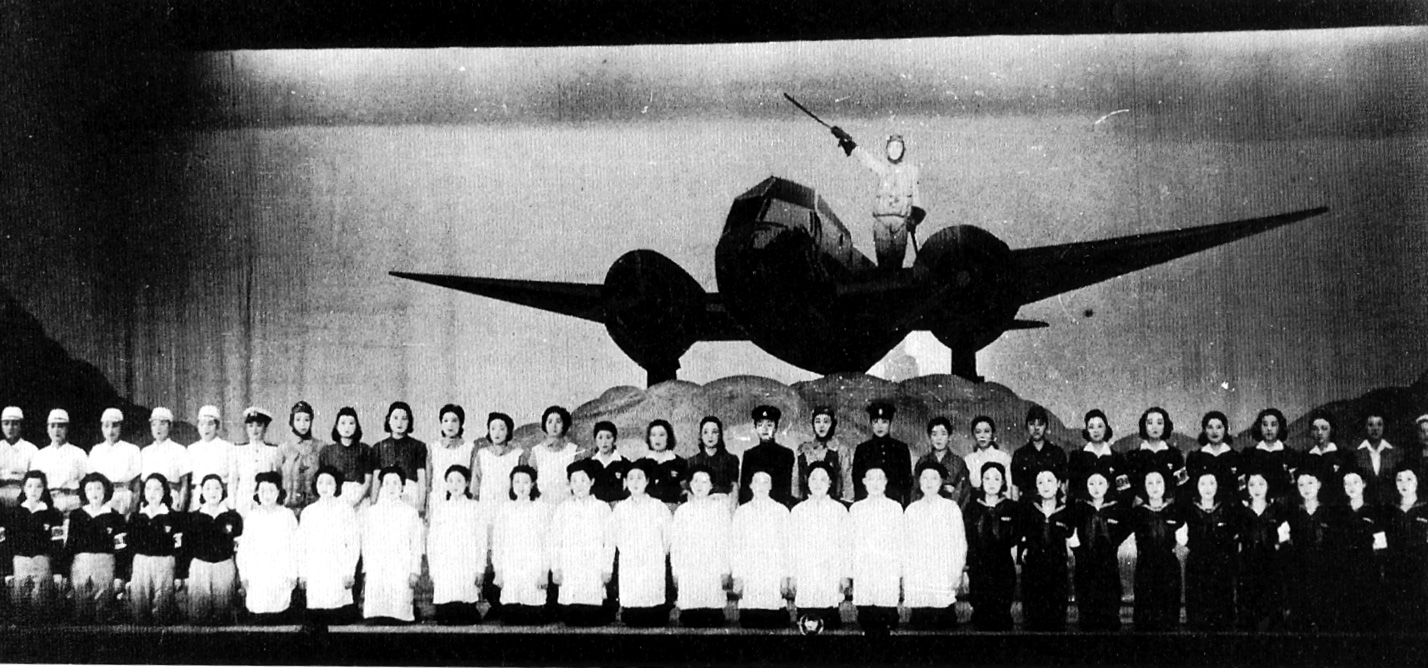
1944年、宝塚大劇場閉鎖前の"最後の"公演「翼の決戦」。壇上が春日野

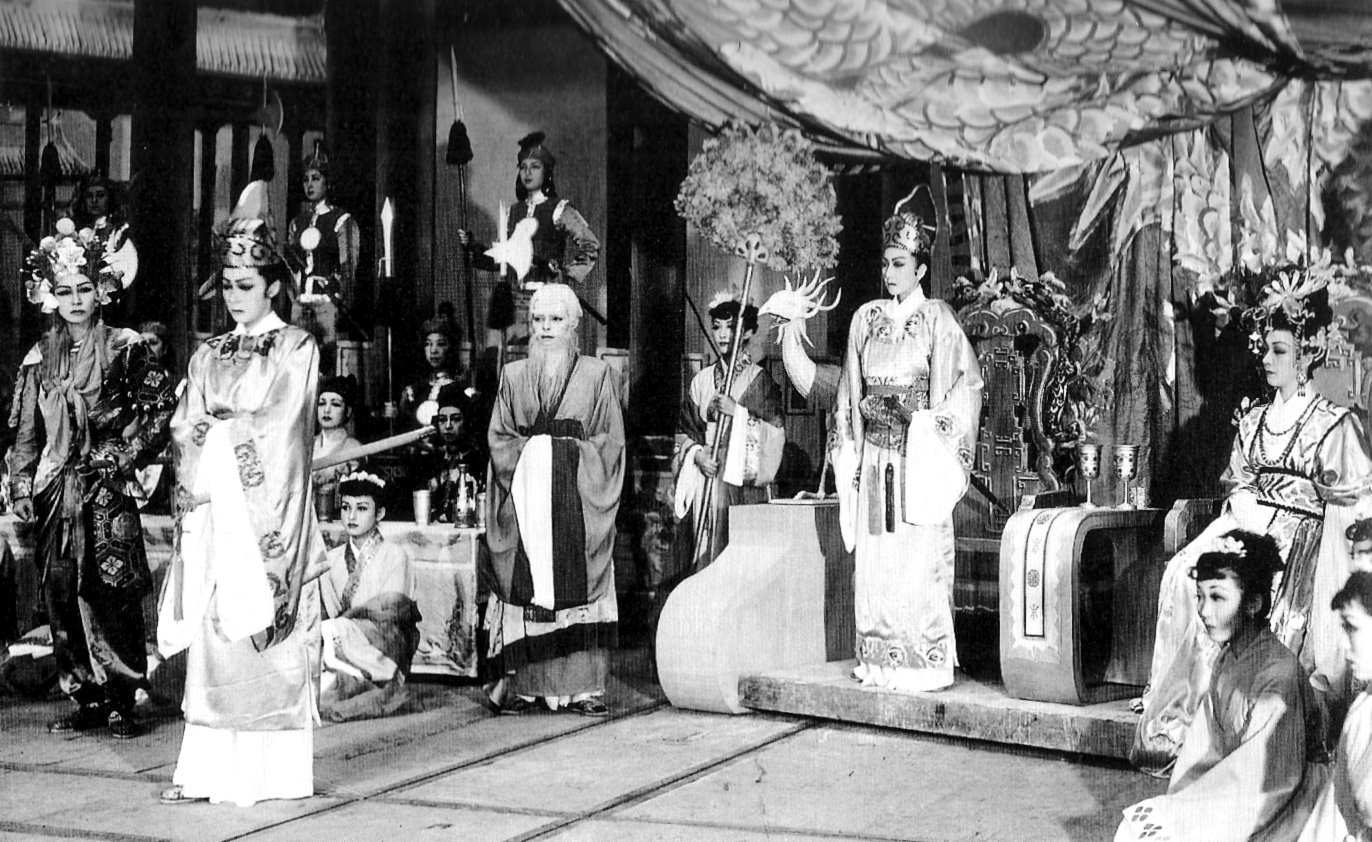
1951年「虞美人」初演。項羽役

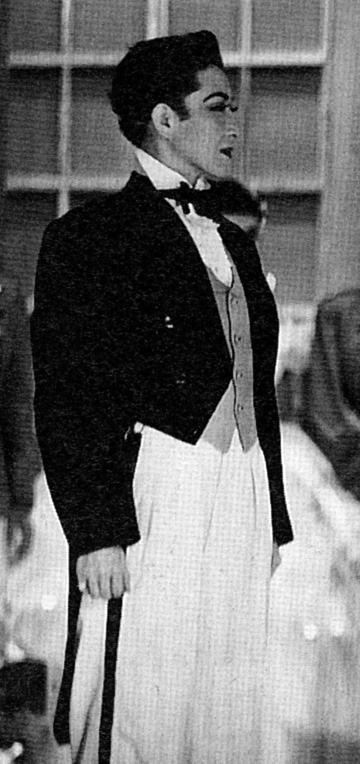
1954年「君の名は ＜ワルシャワの恋の物語＞」

春日野 八千代（かすがの やちよ、1915年（大正4年）11月12日 - 2012年（平成24年）8月29日）は、元宝塚歌劇団専科の男役。劇団名誉理事も務めた。元星組・雪組主演男役クラス。元雪組組長。本名、石井 吉子（いしい よしこ）。愛称、ヨッちゃん、ヨッちゃん先生。
兵庫県神戸市出身。芸名の「春日野」は琵琶歌の歌詞の一節から、「八千代」は「君が代」から取り命名。戦前、戦中、戦後にかけてさまざまな作品を残し、端整な美貌から「白薔薇のプリンス」「永遠の二枚目」の異名を取るなど、人気男役スターとして一世を風靡した伝説の二枚目男役。
亡くなるまで、宝塚歌劇団の重鎮として宝塚歌劇団の現役生徒（団員）であり続け、宝塚歌劇団の歴史上で最年長の生徒であった。

## 来歴・人物
1928年（昭和3年）宝塚音楽歌劇学校（当時、音楽学校と歌劇團は一体であった）に入学、翌年の1929年（昭和4年）に『春のをどり』で初舞台。入団時の成績は51人中37番。
宝塚歌劇団18期生。月組、ダンス専科、月組を経て、1933年（昭和8年）に誕生した星組に移動。雪組、花組、雪組を経て、1940年（昭和15年）雪組副組長、1945年（昭和20年）雪組組長、1949年（昭和24年）歌劇団理事に就任し、天津乙女とともに「宝塚の至宝」と呼ばれる。1950年（昭和25年）より演劇専科に所属。歌劇団史上、珍しい全組在籍経験者でもある（4組体制時代）。
相手役を演じた娘役としては、糸井しだれ、深緑夏代、月丘夢路、浅茅しのぶ、朝倉道子、新珠三千代、八千草薫、有馬稲子、鳳八千代、浜木綿子、扇千景、加茂さくら、梓真弓、上原まり、松本悠里などが挙げられるが、特に、乙羽信子とのコンビはゴールデンコンビと呼ばれる。
淡島千景とは、淡島の現役生徒時代には共演する機会がなかったが、1997年（平成9年）に「アデュー東京宝塚劇場」で初の共演を果たしている。
男役としても活躍した、故里明美、明石照子、寿美花代、淀かほる、那智わたるなども女役として相手役を務めている。
主演作品は多数あるが、1951年（昭和26年）に初演の『虞美人』の項羽と1952年（昭和27年）に初演の『源氏物語』の光源氏が最大の当たり役として挙げられる。なお、『源氏物語』の光源氏について、伊東深水は「最も源氏らしい源氏」、花柳章太郎は「春日野源氏」、長谷川一夫は「ヨッチャンの源氏には負けた」とそれぞれ評した。
1956年（昭和31年）『ローサ・フラメンカ』、天覧公演となった1958年（昭和33年）『光明皇后』をはじめとして演出も手がける。しかし、さまざまな面で演出を職業とすることにはネックがあり諦めたと、後に本人が語っている。
1939年（昭和14年）アメリカ公演、1966年（昭和41年）第4回ハワイ公演に参加するとともに、1961年（昭和36年）にはヨーロッパ演劇視察のため渡欧している。
外部出演も多く、長谷川一夫、二代目尾上松緑、山田五十鈴らと共演しているが、女役が精神的に重荷であるため、1981年（昭和56年）以降は一切断っている。また、「花柳舞踊研究会」、「三世花柳壽輔襲名披露」、名古屋をどりなど日本舞踊の舞台にも出演している。
1964年（昭和39年）兵庫県文化賞を受賞。1979年（昭和54年）紫綬褒章を受章。1984年（昭和59年）宝塚市文化功労賞を受賞。1986年（昭和61年）勲四等宝冠章を受勲。1999年（平成11年）宝塚市名誉市民に。2006年（平成18年）兵庫県高齢者特別賞を受賞。
晩年まで祝典公演への特別出演と「宝塚舞踊会」を活動の中心としており、近年の宝塚舞踊会では、四世花柳壽輔（五世花柳芳次郎）振付による新作舞踊が披露されることが多かった。
2004年（平成16年）5月2日の「飛翔無限」東京宝塚劇場公演千秋楽以降、体調を崩して舞台からは遠ざかっていたが、2006年（平成18年）10月20日に宝塚大劇場で行われた「第47回宝塚舞踊会」で約2年5か月振りに舞台復帰し、大和楽「なみだ生島」を踊った。
2007年（平成19年）は1月25日に宝塚大劇場で行われた「小林一三没後50年追悼スペシャル『清く正しく美しく』－その教え護り続けて－」に出演、10月19日には、宝塚大劇場で行われた「第48回宝塚舞踊会」に前年に引き続いて出演し、長唄『振袖菊』を踊った。
2008年（平成20年）は10月24日に宝塚大劇場で行われた「第49回宝塚舞踊会」に出演し、自身のファンでありかつて宝塚舞踊会においても共演した三世花柳壽輔を追悼して清元「浜行平」を踊った。
2009年（平成21年）4月、1929年（昭和4年）4月の初舞台から数えて、舞台生活80周年を迎えた。同年6月15日、宝塚大劇場で行われた「宝塚歌劇95周年記念・『歌劇』通巻1000号記念スペシャル 百年への道」のトークコーナーにスペシャルゲストで出演した。
2012年（平成24年）8月29日、肺炎により96歳で死去した。9月26日に宝塚市の宝塚バウホールにおいて春日野の歌劇団葬が営まれてファンや卒業生など約1000人が参列した。宝塚歌劇団が在籍中の生徒に対して歌劇団葬を執り行ったのは、1958年（昭和33年）に宝塚大劇場で行われた公演に出演中、着用していた衣装ドレスの裾がせりの駆動部分に巻き込まれて死亡した香月弘美と、1980年（昭和55年）に逝去した天津乙女に続いて3人目である。
2014年、宝塚歌劇団100周年を記念して創立された「宝塚歌劇の殿堂」に、殿堂入り100人の最初のひとりとなった。

## 略歴
- 1928年 - 宝塚音楽歌劇学校に入学。
- 1929年4月 - 初舞台『春のをどり』、月組配属。

以後、組み替えを経て、さまざまな作品で主演する。
- 1933年 - 星組主演男役。
- 1936年 - 雪組主演男役。
- 1938年 - 花組に異動。
- 1939年 - 雪組主演男役として再活動。
- 1940年 - 雪組副組長に就任（主演男役兼任）。
- 1945年 - 雪組組長に就任（主演男役兼任）。
- 1949年11月 - 宝塚歌劇団理事に就任。

主演男役については現在のように固定ではなく作品ごとに主演が変わっていた。
- 1950年 - 演劇専科に所属。
- 1964年11月 - 兵庫県文化賞を受賞[2]。
- 1979年4月 - 紫綬褒章を受章[3]。
- 1984年4月 - 宝塚市文化功労賞を受賞[4]。
- 1986年4月 - 勲四等宝冠章を受章[5]。
- 1992年6月 - 宝塚クリエイティブアーツ（株式会社宝塚企画）取締役に就任。
- 1999年 - 宝塚市名誉市民となる[9]。
- 2001年 - 第26回菊田一夫演劇賞特別賞を受賞。
- 2001年6月 - 株式会社宝塚クリエイティブアーツ取締役を退任。
- 2006年6月 - 宝塚歌劇団名誉理事。
- 2006年10月 - 兵庫県高齢者特別賞を受賞。

## エピソード

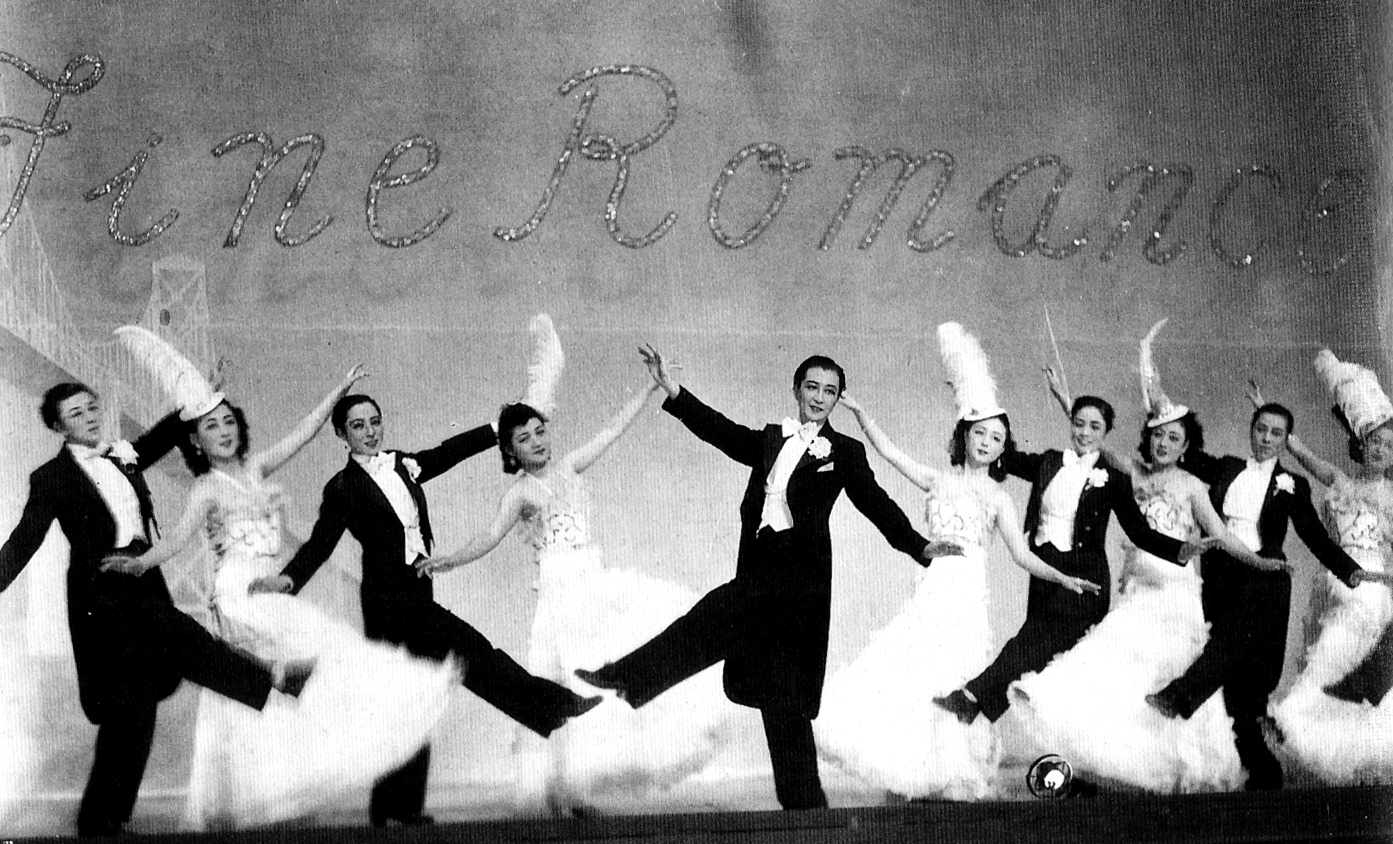
1947年「ファイン・ロマンス」。中央が春日野、右隣は乙羽信子

- 現代に続く宝塚二枚目男役の原点の一つを創り、男役を「藝」として確立させた存在であり、宝塚歌劇の長き歴史における最大のスター、そして最大の精神的主柱といえる。
- 女性的な柔らかで品格のある顔立ちに、毅然・凛とした立ち姿、そして優男から男臭い熱血漢まで表現し、かつハズレがない卓抜した演技力があり、演技以外では日舞（名取名：花柳祿八千代）、ダンスに秀でた男役でもあった。
- 芸名の「春日野八千代」は、春日野の父が五つほど考えた中から、引田一郎（のちの理事長）が選んだという（春日野の父は「敷島道子」がよいと言っていたが、春日野は「そんな煙草みたいな名前[注 2]は厭だナ」と思っていたという）。
- 入団当初は娘役であったが、男役志望であり、それを同期の冨士野高嶺（花柳祿春）に打ち明けたところ、「アンタが男役になったら天変地異が起こるわ」と返事をされたという。
- 六代目尾上菊五郎は、1947年（昭和22年）の『宝塚をどり絵/ファインロマンス』日本劇場公演（戦後初の東京公演）を観たあと、「あれは、うまい役者だね。日本物の若衆の時も二枚目の目をよく知っている」と評している。
- 英太郎は、1951年（昭和26年）公開の映画『情艶一代女』における演技が「情艶でない」と批評された際に、「色気ないとて気にするな　春日野八千代は男でござる」と名刺の裏にしたため、東宝に持参している。
- 戦中・戦後の生徒数の激減期に雪組副組長・組長の職にあったこともあり、後輩の指導にも熱心であり、宝塚歌劇のみならず戦後の芸能界に対する、その功績は比肩するものがないほど大きい。
- 乙羽信子は「人間的には大変いい方。しかし舞台のことは非常に厳しいのです。できないと何回でもやり直しをさせて、（私も不器用だから仕方なかったが）『あんたみたいなぶきっちょな相手役はじめてや』と怒られまして、厳しく仕込んでいただきました」と語っている（春日野は当時を振り返って、敗戦を知ったときも初めて大役がついた乙羽を手取り足取り教えることで頭が一杯だったと語っている）。
- 唐十郎は、1969年に春日野を主人公とした戯曲『少女仮面』を早稲田小劇場（鈴木忠志）のために書き下ろし、翌年に第15回岸田國士戯曲賞を受賞している[10]。
- 高木史朗は、1979年（昭和54年）の紫綬褒章受章パーティにおいて「ヨッチャンが宝塚を辞めずに頑張ったからこそ、この宝塚の伝統が続いた」とあいさつしている。
- 山田五十鈴はその生前に春日野と外部出演時に共演した際、女役を演じる春日野に対し「女形的な色気のある芝居がうらやましい」と語っている。
- 四世花柳壽輔は対談で「春日野さんは素材として面白いんですよ。なかなか今の方ではここまでの形ができないんです。芸に奥行きがある。引き出しも多い。身体を動かすだけではない深さが出るのです。少しだけの動きでも、型に忠実にこころをこめて踊られるから」と語っている。
- 春日野自身は、晩年まで「宝塚歌劇団は時代に呼応した不死鳥であり続けてほしい」と願い、「品格と舞台の上での行儀の良さと謙虚さ、この3つのことだけは、宝塚の生徒たちにはどんなことがあっても守り続けて行ってほしい」と思っていた。
- 晩年は、現役生徒・劇団関係者のみならずファンからも「春日野先生」「よっちゃん先生」などと呼ばれ敬愛されていた。

## 出演作品

### 内部舞台出演

#### 星組時代
- 指輪の行方/なぐられ醫者/お國歌舞伎（1933年）
- リュシャシュリンガ/狐/花詩集（1933年）
- 淺妻舟/御旗の松/ラッキーエール（1934年）
- 献上大根/ウィーナー・メーデル（1934年）
- 冠と花嫁/傑作/沈鐘/憂鬱婦人（1934年）
- 昔噺鶏娘/千日酒/メキシコの薔薇（1934年12月中劇場公演）
- 宝三番叟/おゝハリエット/心の灯火/春の踊り（流線美）（1935年）
- 弓師/マリオネット（1935年）
- マダム・ペイトン/新婚第一課/バービー（1935年12月中劇場公演）
- 花嫁特急/柳娘/パパは居眠りがお好き/悲しき道化師/春のをどり（お雛番付）（1936年）
- 明治巷談/輕騎兵と薔薇娘（1936年）

#### 第一次雪組時代
- 太夫傘/船辨慶/ラ・ロマンス（1936年）
- 星空の唄/芦刈/セレナーデ （1936年12月中劇場公演）
- 春のをどり/ブライアローズ（1937年）
- 山伏攝待/光は東方より （1937年12月中劇場公演）
- 新版忠臣蔵（1937年合同・北野劇場公演）
- 風雲長崎時代/寶塚オーケストラの少女（1938年）
- 日本の女性/樂しき繪本（1938年）
- 当世嫁えらび/揚子江（1938年）

#### 花組時代
- 茨木（1938年12月中劇場公演）
- 三つのワルツ（1938年合同・北野劇場公演）
- 日本歷史繪巻（1939年）
- アメリカ公演（1939年4月5日横浜出帆、7月4日神戸帰港）

#### 第二次雪組時代
- 日本名曲集（1939年）
- 船辨慶/歌舞伎繪巻 （1939年合同・北野劇場公演）
- 富士太鼓/日本名所図絵 （1940年）
- 赤十字旗は進む/勝鬨/サイエンスショウ（1940年） - 戦前最後の黒燕尾服。
- 蟻/サイパン・パラオ（1940年）
- 紅葉狩/愛馬進軍歌（1940年）
- 赤十字旗は進む/夢見曾我/寶塚忠臣蔵（1940年合同・北野劇場公演）
- 耳と目と口と/総力/桜（1941年）
- 豊穣歌/弓張月（1941年）
- 男女道成寺/海を渡る歌 （1941年）
- 乗合船/吉野忠信/寶塚かぐや姫（1941年合同・北野劇場公演）
- 女夫獅子/北京（1942年）
- 戻り橋/ピノチオ（1942年）
- 南朝哀詩/コーロア物語（1942年）
- 西遊記（1942年合同・北野劇場公演）
- 桃太郎/みちのくの歌（1943年）
- 佐藤兄弟の妻/海軍（1943年）
- たけくらべ/戦ひはここにも（1943年）
- 栂尾物語/蓮華琴（1943年）
- 太陽の子供たち（1943年合同・北野劇場公演）
- 勧進帳/翼の決戦（1944年） - 宝塚大劇場が閉鎖。
- 第3回満州公演（1944年9月26日出発、12月7日帰国）
- カルメン/春のをどり（愛の夢）（1946年） - 宝塚大劇場が再開、カラーフィルムが現存する。
- 涼風/人魚姫（1946年）
- マヅルカ/蝶々さん（1946年）
- おもかげ/ファイン・ロマンス（1947年）
- 南の哀愁/世界の花（1947年）
- 山三と阿國/眞夏の夜の夢（1947年）
- 船辨慶/リラの花咲く頃（1947年）
- 早春譜/ヴェネチア物語（1948年）
- アルルの女/銀之丞一番手柄（1948年）さん
- 彌次喜多道中記/二つの顔（1948年）
- 夜鶴双紙/アロハ・オエ（1948年）
- ハムレット（1949年）
- ウィンナー・ワルツ（1949年）
- 妖炎/ホフマン物語（1950年）
- 君を呼ぶ歌（1950年）

#### 専科時代

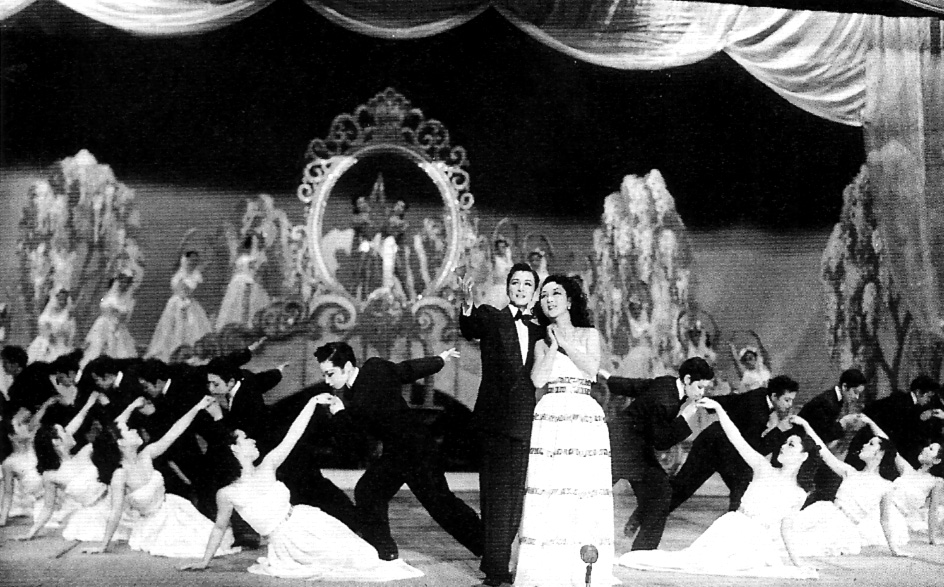
1951年「白き花の悲歌」（中央が春日野。右は朝倉道子）

- 白き花の悲歌（エレジー）（1951年・雪組）
- 南十字星は輝く（1951年・雪組）
- 虞美人（1951年・星組、花組）（1955年・星組） - カラーフィルムが現存する。
- 花の風土記（1951年・雪組）
- 源氏物語（1952年・花組）（1957年・月組）
- トウランドット（カラフ王子の冒険）（1952年・月組、星組）
- 白蓮記（1953年・星組）
- 薔薇の大地（1953年・星組）
- 勧進帳/人間萬歳（1954年・雪組）
- 白井権八/王春讃歌（1954年・花組）
- 春の踊り（宝塚物語）（1954年・星組、雪組）
- ラヴ・パレード（1954年・星組） - カラーフィルムが現存する。
- 君の名は（ワルシャワの恋の物語）（1954年・花組）
- 雪物語/黄色いマフラー（1955年・月組） - カラーフィルムが現存する。
- キスメット（1955年・花組）　＊カラーフィルムが現存する
- ローサ・フラメンカ（スペインの情熱）（1956年・星組） - 初めて演出も担当。
- インディアン・ラブコール（1956年・月組）
- 夜霧の女（ひと）（1956年・雪組）
- 世之介と七人の女（1957年・星組） - 演出も担当。
- 恋人よ我に帰れ（1958年・月組、星組）
- 光明皇后（1958年・星組） - 演出も担当、昭和天皇・香淳皇后が観劇。
- 花の饗宴（1958年・雪組）
- 白い山吹（1958年・星組） - 演出も担当。
- 恋河童/椿姫（1959年・花組）
- 浅間の殿様/ダル・レークの恋（1959年・月組） - 演出も担当。
- 弓張月（1959年・雪組）
- 燃える氷河（1960年・花組、星組）
- 華麗なる千拍子（1960年・星組）
- 朧夜源氏（1961年・花組）
- 砂漠に消える（1961年・雪組）
- メイド・イン・ニッポン（1962年・星組）
- カチューシャ物語（1962年・星組）
- 姫蜘蛛/タカラジェンヌに栄光あれ（1962年・花組星組合同）
- 不死鳥の翼燃ゆとも（1963年・雪組、星組） - 演出も担当。
- 舞拍子（1964年・月組星組合同）
- シャングリラ（1964年・星組・東京宝塚劇場公演のみ）
- 宝寿 （1964年・花組雪組合同、月組星組合同）
- 日本の旋律 （1964年・月組）
- 花響楽 （1965年・月組）
- 海の花天女（1965年・月組） - 演出も担当。
- 日本の幻想（1966年・花組）
- 第4回ハワイ公演 日本おどり絵巻/レインボー・タカラヅカ（1966年）
- 京の川（1966年・星組）
- 白鷺（1967年・花組） - 演出も担当。
- メナムに赤い花が散る（1968年・花組）
- 引き潮（1969年・第1回宝塚芸術劇場・宝塚新芸劇場公演）
- 纏おけさ（1969年・月組）
- 茨木童子（1970年・月組）
- タカラヅカEXPO'70・四季の踊り絵巻（1970年・雪組）
- 鷗よ波濤を越えて（1970年・月組）
- 花は散る散る（1971年・花組）
- いつの日か逢わん（1972年・星組）
- 宝塚名曲選（1973年・花組）
- 花のお嬢吉三（1974年・花組）
- 春鶯囀（1975年・月組）
- 宝舞抄（1977年・花組）
- 花小袖（1980年・花組・紫綬褒章受章記念）
- 花供養 （1984年・専科・バウホール公演）
- 花夢幻（1985年・雪組）
- 宝塚をどり讃歌（1987年・雪組・勲四等宝冠章受勲記念）
- 白扇花集（1992年・花組）
- 宝寿頌（1993年・星組） - 宝塚大劇場こけら落とし。
- 花は花なり（1996年・花組）
- いますみれ花咲く（2001年・月組・東京宝塚劇場公演のみ） - 東京宝塚劇場こけら落とし。
- 飛翔無限（2004年・花組）

#### 宝塚舞踊会
- 第1回宝塚舞踊発表会（1953年1月9日・10日）島の千歳
- 宝塚舞踊研究会（1953年3月6日 - 8日）島の千歳 - 帝国劇場公演。
- 第2回宝塚舞踊研究会（1954年5月21日）勢獅子
- 宝塚舞踊研究会　ゆかた会（1958年9月5日・6日） - 宝塚新芸劇場公演。
- ゆかた会（1960年9月12日）助六
- 宝塚歌劇舞踊会　ゆかた会（1962年9月10日）
- （1964年9月10日）秋海棠
- （1966年12月8日・9日）かさね
- （1970年7月9日）神田祭
- （1971年7月10日）吉野山
- （1972年9月9日）寿、藤娘
- （1973年9月8日）保名
- 第17回（1974年10月6日）猪芸者 - 花柳祿春（冨士野高嶺）と共演。
- （1975年9月6日）紅白姿写絵・関守の松
- （1977年9月6日）戻駕
- 第22回（1980年11月21日）音羽菊捧る一枝（常磐津 偲び草音羽菊） - 天津乙女追善　花柳祿也、藤間勘寿郎と共演。
- 第24回（1982年9月10日）後月偲禄寿面影「長唄 月の幻」 - 藤間勘寿郎と共演。
- 第25回（1983年10月7日）夢の雪路
- 第26回（1984年10月5日）長唄 重帷子 - 三世花柳壽輔と共演。
- 第27回（1985年10月8日）長唄・清元 喜撰（追善志　天津乙女五年祭） - 藤間勘寿郎と共演。
- 第28回（1986年10月7日）清元 雨の権八 - 春日野八千代勲四等宝冠章叙勲記念。
- 第30回（1988年10月4日）長唄 江島生島 - 花柳祿寿十三回忌追善。
- 第31回（1990年10月5日）天津風追慕面影「扇の巻」（長唄 四季の山姥）
- 第32回（1991年10月4日）春信幻想曲
- 第33回（1992年10月16日）長唄・常磐津 寿八千代道成寺　旧き舞台に感謝を捧げ 新しき舞台に望みを託す
- 第34回（1993年10月1日）清元 神田祭
- 第35回（1994年10月7日）清元 八重朧幻姿保名（小唄幻保名）
- 第37回（1996年10月4日）常磐津 景清
- 第38回（1997年10月14日）大和楽 あやめ
- 第39回（1998年10月13日）常磐津 夕月 - 花柳祿寿二十三回忌追善。
- 第40回（1999年10月15日）清元 花がたみ（春日野八千代舞台生活七十周年記念） - フィナーレで銀橋を渡る。
- 第41回（2000年10月13日）清元 春朧（お嬢吉三） - 天津乙女二十年祭。
- 第42回（2001年10月19日）清元 偽せ紫
- 第43回（2002年10月11日）清元 もやい船
- 第44回（2003年10月17日）清元　幻椀久
- 第47回（2006年10月20日）大和楽 なみだ生島
- 第48回（2007年10月19日）長唄 振袖菊 - 阪急創立100周年記念。
- 第49回（2008年10月24日）清元 浜行平（三世花柳壽輔追悼）

### 式典等
- 宝塚歌劇80周年記念式典　夢を描いて華やかに（1994年9月9日）
- アデュー・東京宝塚劇場（1997年12月27日 - 29日）　27・28日：大和楽あやめ（淡島千景と共演）、29日：花に生命あり
- 小林一三没後50年追悼スペシャル　清く正しく美しく－この教え護り続けて－（2007年1月25日）清く正しく美しく

### 外部出演

#### 演劇
- 加茂川染/春夏秋冬（1962年、梅田コマ劇場・長谷川一夫特別公演）
- 鬼の少将夜長話（1965年、東京宝塚劇場・七世松本幸四郎追善特別公演）
- 白鷺屏風/歌舞伎十八番（1966年、梅田コマ劇場・コマ歌舞伎）
- 朝の雪/紙屋治兵衛/初松魚（1967年、御園座・東宝歌舞伎）
- 徳川の夫人たち（1968年、東京宝塚劇場・帝国劇場）
- 忠臣蔵/赤穂浪士（1968年、帝国劇場・帝劇歌舞伎）
- 淀どの日記（1969年、中日劇場）（1971年、帝国劇場・山田五十鈴三十五周年記念）
- 源氏物語（1971年、帝国劇場・長谷川一夫特別公演）
- 浮かれ式部（1972年、御園座）
- 菊枕（1974年、芸術座）
- 千姫曼荼羅（1976年、帝国劇場・山田五十鈴四十周年記念）（1977年、中日劇場）
- 歌麿（1977年、帝国劇場・長谷川一夫特別公演）
- 女役者（1979年、帝国劇場）
- 吹けよ川風（1979年、帝国劇場・長谷川一夫特別公演）
- 男の花道/春夏秋冬（1981年、東京宝塚劇場・東宝歌舞伎）

#### 舞踊
- 保名（1963年、大阪毎日ホール・寿会）
- おもかげ曽我（1964年、新橋演舞場・藤伎会）
- 六歌仙業平/神田祭/田舎源氏（1965年、歌舞伎座・三世花柳壽輔襲名披露）
- 吉野狐（1967年、新歌舞伎座・五世花柳芳次郎襲名披露）
- しのぐ夏（1967年、中日劇場・鯉水会）
- かさね（1968年、大阪サンケイホール・音羽菊蔵三回忌追善）
- 艶容女舞衣（1972年、国立劇場・鯉風会）
- 五月雨（1972年、歌舞伎座・花柳寿応一周忌追善）
- 峠の万歳/小袖曽我（1972年、中日劇場・第25回記念名古屋をどり）
- 鳥辺山（1978年、中日劇場・鯉水会）
- 鳥辺山（1978年、国立劇場・日本舞踊協会）
- 紫匂う（1978年、歌舞伎座・桧扇会）
- 幻椀久（1982年、中日劇場・花柳寿応十三回忌追善舞踊会）
- 夢の雪路（1983年、歌舞伎座・花柳舞踊研究会）
- 五月雨（1985年、東京宝塚劇場・長谷川一夫追善舞踊会）

### 映画
- 雪割草（1939年）
- 情艶一代女（1951年）
- 寳塚夫人（1951年）
- 元禄水滸伝（1952年）
- 春秋鏡山城（1952年）
- かっぱ六銃士（1953年）

### その他のテレビ番組
- 芸道50年春日野八千代（1980年、チャンネル近畿・NHK） - NHK大阪放送局で視聴可能。
- NHKスペシャル タカラヅカ 憧れと伝説の90年（2004年7月10日、NHK）

## 書籍
- 白き薔薇の抄（宝塚歌劇団）
- 「悔いなき一本の道」『わが心の自叙伝　映画・演劇編』（神戸新聞社）